# Joseph Currier
Pour les articles homonymes, voir Currier.
Joseph Merrill Currier (né en 1820 et mort le 22 avril 1884) était un député fédéral et homme d’affaires canadien.

## Biographie
Joseph Currier est né en 1820 à North Troy (Vermont) et déménagea au Canada en 1837, où il commença à travailler dans le commerce du bois d’œuvre. À la fin des années 1850 et au début des années 1860, il fonda une entreprise de moulin à scie et de meunerie à Manotick (Ontario) avec Moss Kent Dickinson. Il exploita aussi sa propre entreprise de bois d’œuvre à New Edinburgh de 1853 à la fin des années 1860 et était partenaire de la Wright, Batson and Currier Company avec Alonzo Wright qui exploitait un moulin à scie à Hull (Québec). En 1868, Currier construisit une demeure au 24, promenade Sussex pour sa troisième femme Hannah Wright (petite-fille de Philemon Wright), qui sert maintenant de résidence officielle au Premier ministre du Canada. Currier baptisa la demeure Gorffwysfa, qui signifie « lieu de repos » en gallois.
Currier devint membre du conseil municipal d’Ottawa dans les années 1860. En 1863, il fut élu représentant d’Ottawa à l’Assemblée législative de la province du Canada. Il appuya la Confédération et continua de représenter Ottawa au Parlement du Canada jusqu’en 1882. Durant cette période, il dut démissionner le 16 avril 1877 parce que ses entreprises avaient effectué des transactions avec le gouvernement du Canada ; il fut réélu lors d’une élection partielle le 9 mai 1877.
De 1872 à 1877, il fut président de la Citizen Printing and Publishing Company qui publiait l’Ottawa Daily Citizen. Il fut aussi président de deux compagnies ferroviaires dans la région d’Ottawa, l’Ottawa-Gatineau Valley Railway et l’Ontario-Quebec Railway. Il fut aussi associé à de nombreuses autres compagnies dans les secteurs de la construction, des banques et de l’assurance. Il commença à éprouver des difficultés financières dans les années 1870 et, en 1878, après la destruction de la scierie de Hull lors d’un incendie, il fit faillite.
Il fut nommé maître de poste d’Ottawa en mai 1882. Il mourut en 1884 dans la ville de New York et est enterré dans le cimetière Beechwood.
Currier eut trois femmes : Christina Wilson qu’il épousa en 1846 et qui mourut en 1858 ; Ann « Annie » Elizabeth Crosby ; et Hannah Wright, fille de Ruggles Wright, qu’il épousa en 1868. Il épousa sa deuxième femme en janvier 1861 et l’emmena à Manotick un mois plus tard. Pendant qu’Ann observait la machinerie dans le moulin, sa robe se prit dans l’arbre de turbine et elle fut projetée contre un pilier et tuée. On dit que Currier ne retourna plus jamais à Manotick et céda ses intérêts dans l’entreprise ici en 1863. Selon la légende locale, le fantôme d’Ann hante toujours le Moulin Watson à Manotick.